# Зубатковые
Зуба́тковые (лат. Anarhichadidae) — семейство лучепёрых рыб, относящееся к отряду скорпенообразных. Обитают в умеренных и холодных зонах морей северного полушария. Некоторые виды являются объектами промысла и спортивной рыбалки.

## Строение
Тело удлинённое, размеры относительно крупные. Взрослые особи достигают длины 110—240 см и массы 20—32 кг. Передние зубы крупные, похожи на собачьи; дробящие зубы расположены в задней части челюстей и на нёбе.

## Образ жизни
Держатся недалеко от берега на глубинах до 300—1700 м. Обладают мощными широкими челюстями с бугорковидными зубами, которые позволяют раздавливать толстые стенки раковин. Зубы меняются каждый год. Питаются моллюсками, иглокожими, ракообразными, медузами и рыбой.

## Классификация
В состав семейства включают пять видов в двух родах:
- род Зубатки (Anarhichas)
  - Полосатая зубатка (Anarhichas lupus), обитает в северной части Атлантического океана, Северном, Норвежском, Балтийском, Баренцевом и Белом морях
  - Дальневосточная зубатка (Anarhichas orientalis), обитает в северных морях Тихого океана, встречается в Чукотском море
  - Пятнистая зубатка (Anarhichas minor), ареал — северная часть Атлантического океана, Баренцево и Норвежское моря
  - Синяя зубатка (Anarhichas denticulatus), ареал совпадает с ареалом пятнистой зубатки
- род Anarhichthys
  - Угревидная зубатка (Anarhichthys ocellatus), распространена в северной части Тихого океана.

## Иллюстрации

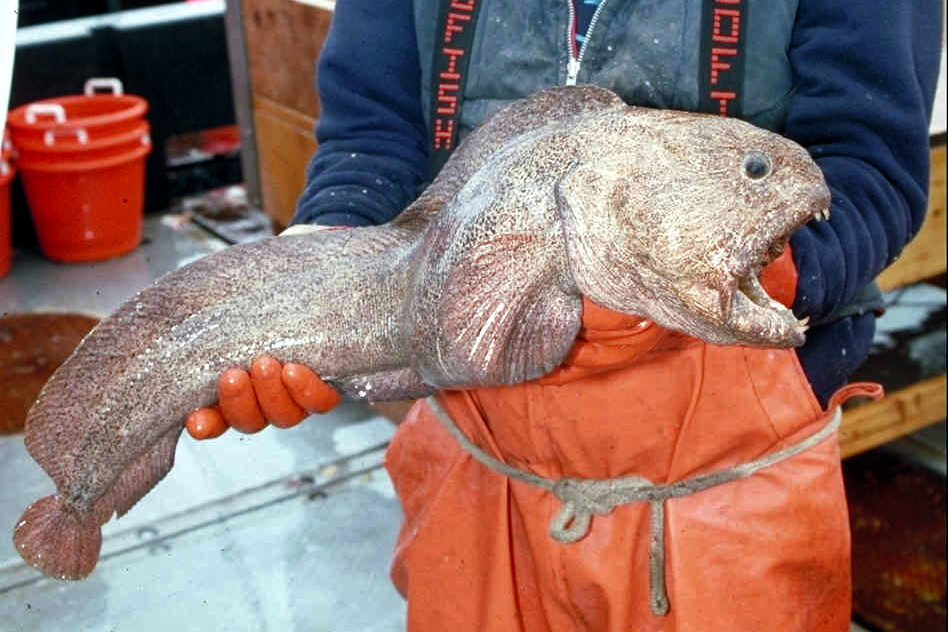
Дальневосточная зубатка
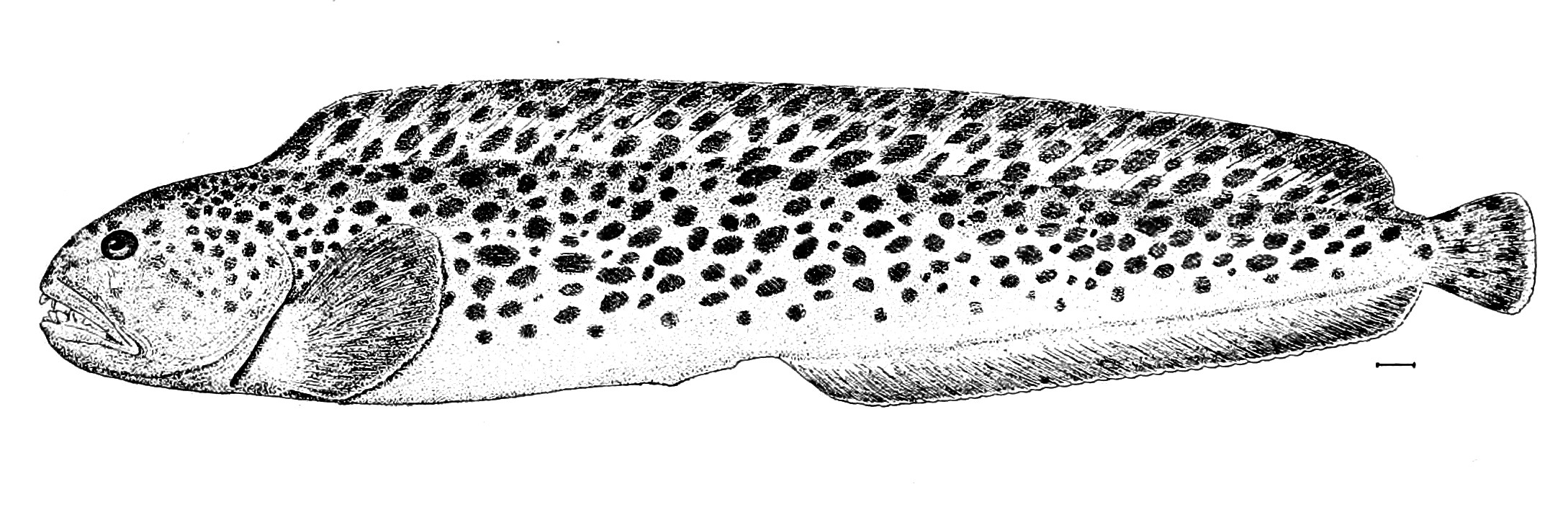
Зубатка пятнистая
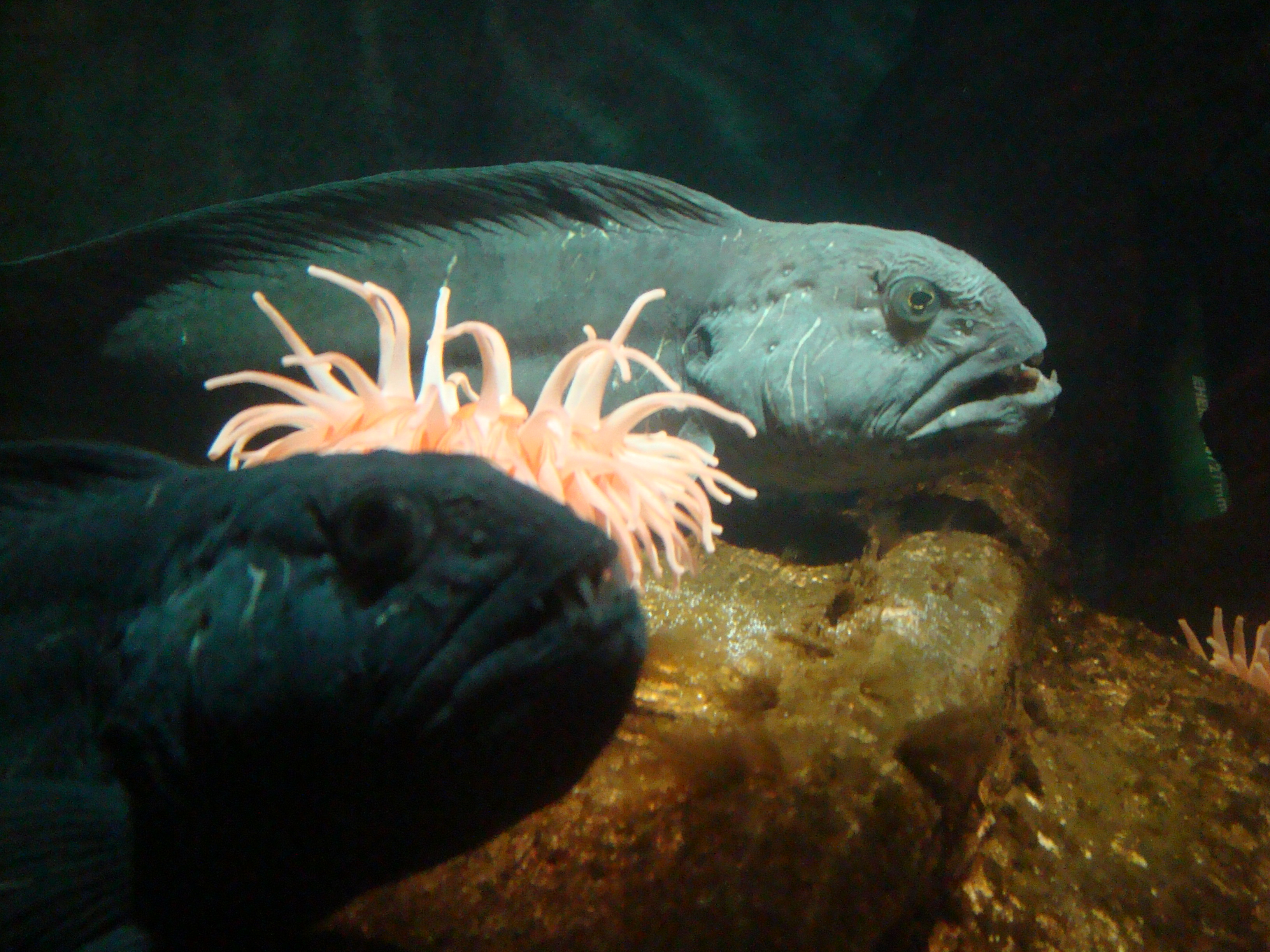
Синяя зубатка
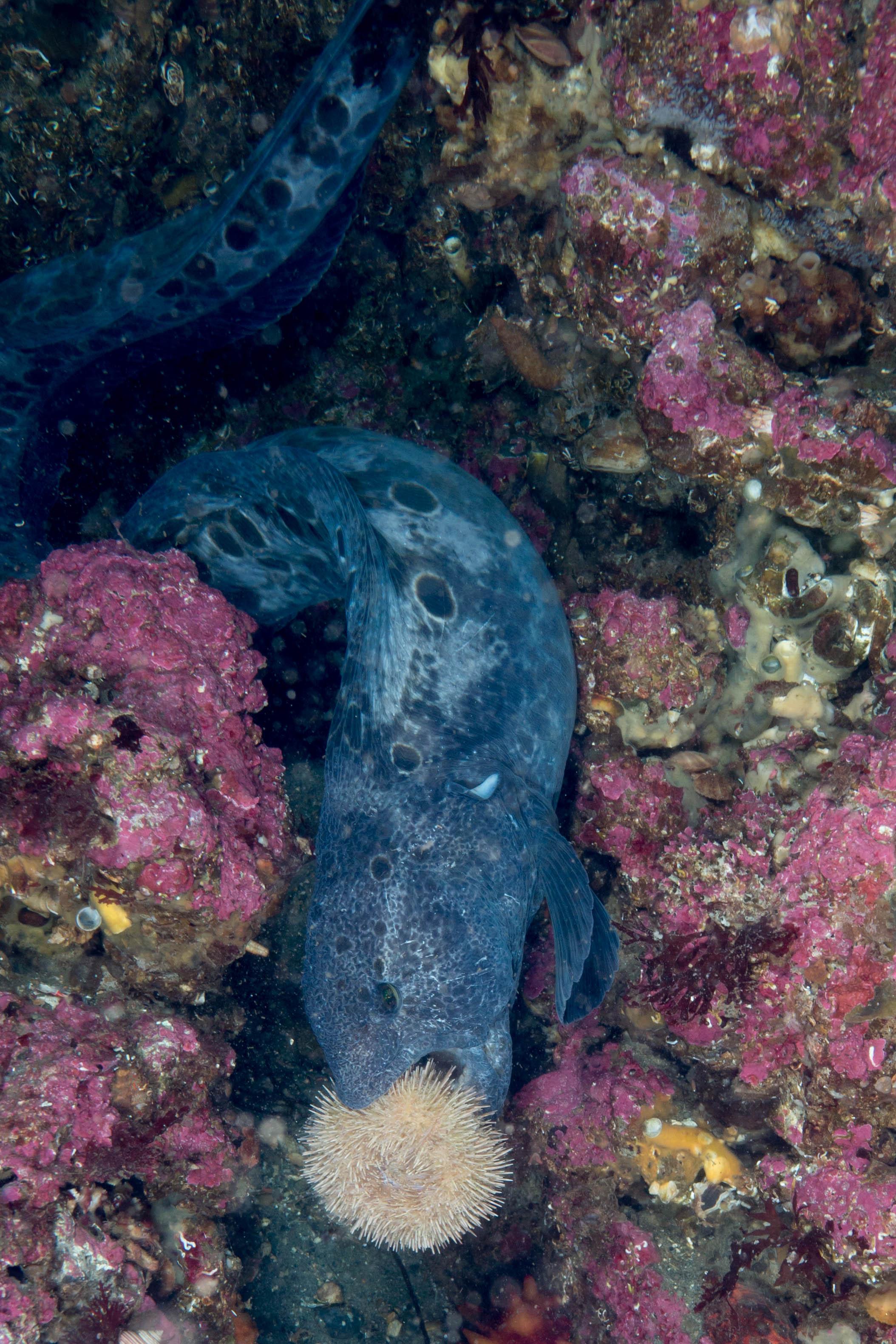
Угревидная зубатка